# Ivan Nikitič Inzov
Ivan Nikitič Inzov (rusko Иван Никитич Инзов), ruski general, * 1768, † 1845.
Bil je eden izmed pomembnejših generalov, ki so se borili med Napoleonovo invazijo na Rusijo; posledično je bil njegov portret dodan v Vojaško galerijo Zimskega dvorca.
Med letoma 1818 in 1822 je bil guverner Besarabije in med julijem 1822 in majem 1823 je bil začasni začasni generalni guverner Novorusije.